# 528-й истребительный авиационный полк
528-й истребительный авиационный Краснознамённый полк (528-й иап) — воинская часть Военно-воздушных сил (ВВС) Вооружённых Сил РККА, принимавшая участие в боевых действиях Советско-японской войны, выполнявшая задачи ПВО в послевоенные годы и вошедшая в состав войск ПВО России после распада СССР.

## Наименования полка
За весь период своего существования полк своё наименование не менял:
- 528-й истребительный авиационный полк[1];
- 528-й истребительный авиационный Краснознамённый полк[1];
- 528-й истребительный авиационный Краснознамённый полк ПВО[1];
- Войсковая часть Полевая почта 65338[1].

## История полка
528-й истребительный авиационный полк начал формироваться 1 сентября 1941 года в ВВС Дальневосточного фронта на ст. Мирная Приморской железной дороги по штату 015/134 на основе 3-й и 5-й эскадрилий 304-го иап на самолётах И-16 и 4-й аэ 47-го иап на И-153. По окончании формирования вошёл в 32-ю истребительную авиационную дивизию ВВС Дальневосточного фронта. В июне 1942 года две эскадрильи перевооружены на истребители Як-7б, а 15 августа полк вместе с 32-й иад вошёл в состав 9-й воздушной армии Дальневосточного фронта. 18 октября 1942 года полк выведен из состава 32-й иад в непосредственное подчинение Командующего 9-й воздушной армии Дальневосточного фронта, при этом 3-я эскадрилья (на И-153) передана в 305-й иап, а из 305-го иап приняты две аэ на Як-7б (полк перешёл на 4-эскадрильный состав). В ноябре 1942 г. полк переформирован по штату 015/284.
В апреле 1944 года полк получил первые самолёты Як-9Д, а к 9 мая 1944 года полностью перевооружён на самолёты Як-9Д. В декабре 1944 года переформирован по штату 015/364. Перевооружён на истребители Як-9М и Як-9Т к 17 января 1945 года, а 4 апреля 1945 года полк получил 40 самолётов Як-9У. 10 июня 1945 года полк перевооружён на истребители Як-3, а 28 июня вошёл в состав 29-й истребительной авиационной дивизии 10-й воздушной армии Дальневосточного фронта.
В составе 29-й истребительной авиационной дивизии 10-й воздушной армии 2-го Дальневосточного фронта принимал участие в Советско-японской войне с 9 августа 1945 года по 3 сентября 1945 года на самолётах Як-3, прикрывая с воздуха наступающие войска в Сунгарийской наступательной операции.

### Итоги боевой деятельности полка в советско-японской войне 1945 г.
В советско-японской войне полком:
- Совершено боевых вылетов — 83, из них:
  - на прикрытие войск — 42;
  - по аэродромам — 8;
  - на разведку — 33.

Встреч с самолётами противника, воздушных боёв и потерь не было.
- Уничтожено при штурмовках:
  - складов боеприпасов — 1.

### Послевоенная история полка
Весь послевоенный период полк дислоцировался на Дальнем Востоке на аэродроме Смирных (о. Сахалин), в 1949 году был передан из ВВС в состав войск ПВО. С 1960 года в составе 11-й отдельной армии ПВО. В связи с реформами ВС России 1 октября 1994 года 528-й истребительный авиационный Краснознамённый полк ПВО был расформирован.

## Командиры полка
- майор Платоненков Георгий Кузьмич[1], 17.04.1943 — 31.12.1945

## Награды
528-й истребительный авиационный полк Приказом Народного комиссара обороны СССР № 0164 от 28 сентября на основании Указа Президиума Верховного Совета СССР от 14 сентября 1945 года за образцовое выполнение заданий командования в боях с японскими войсками на Дальнем Востоке при форсировании рек Амур и Уссури, овладении городами Цзямусы, Мэргень, Бэйаньчжэнь, южной половиной острова Сахалин, а также островами Сюмусю и Парамушир из группы Курильских островов и проявленные при этом доблесть и мужество награждён орденом Красного Знамени.

## Благодарности Верховного Главнокомандующего
За проявленные образцы мужества и героизма Верховным Главнокомандующим лётчикам полка в составе 29-й иад объявлены благодарности за овладение городами Цзямусы, Мэргэнь, Бэйаньчжэнь, Гирин, Дайрэн, Жэхэ, Мишань, Мукден, Порт-Артур, Харбин, Цицикар, Чанчунь, Яньцзи.

## Участие в освобождении городов
В составе 29-й истребительной авиационной дивизии полк 17 августа 1945 года участвовал в освобождении города Цзямусы.

## Самолёты на вооружении
| Период         | Самолёты | Фото                            | Период         | Самолёты | Фото                                        |
| -------------- | -------- | ------------------------------- | -------------- | -------- | ------------------------------------------- |
| 09.1941 — 1942 | И-16     | Polikarpov I-16-Spain (clipped) | 09.1941 — 1942 | И-153    | Poliakarpov I-153 Musee du Bourget P1010993 |
| 06.1942 — 1944 | Як-7б    | Як-7                            | 1944 — 1945    | Як-9     | Як-9                                        |
| 1945 — 1947    | Як-3     | Як-3                            | 1947 — 1951    | Ла-7     | Ла-7                                        |
| 1951 — 1955    | МиГ-15   | МиГ-15                          | 1955 — 1967    | МиГ-17   | МиГ-17                                      |
| 1957 — 1967    | Як-25    | Як-25 в музее                   | 1967 — 1981    | Як-28    | Як-28                                       |
| 1981 — 1994    | МиГ-23   | МиГ-23                          |                |          |                                             |

## Базирование
| Период               | Аэродром                     |
| -------------------- | ---------------------------- |
| 03.09.1945 — 10.1994 | Смирных, Сахалинская область |